# المسألة الثقافية في الوطن العربي (كتاب)

محمد عابد الجابري

المسألة الثقافية في الوطن العربي- كتاب للدكتور المفكر والفيلسوف المغربي "محمد عابد الجابري"، الكتاب يمثل حلقة في سلسلة قضايا الفكر العربي. الطبعة الأولى من الكتاب ظهرت في عام 1994م من خلال مركز دراسات الوحدة العربية ببيروت- لبنان، ثم توالت بعد ذلك طبعات متعددة للكتاب.

## نبذة عن الكتاب
كتابٌ صدرعن مركز دراسات الوحدة العربية في بيروت، من تأليف المفكر المغربي محمد عابد الجابري، والذي انكب فيه المؤلف على المعالجة الفكرية لأبرز القضايا والإشكالات ذات الطبيعة الفكرية والثقافية التي تعتمل بالوطن العربي (ثنائية الأصالة والمعاصرة، التطرف والموقف العقلاني في الفكر العربي الإسلامي، الاختراق الثقافي... إلخ)، في سياق عالمي وإقليمي موسوم بتعاظم الاهتمامات المتصلة بالمسألة الثقافية وقضايا الهوية، والتي سحبت البساط من تحت أرجل المسألة الاجتماعية في ضوء انحسار جاذبية الشعارات النظرية والتعبيرات الإيديولوجية المجسمة لها (قضايا الصراع الطبقي، العدالة التوزيعية... إلخ).

## قضايا الكتاب
الكتاب يتضمن مسائل كثيرة، يجري بحثها في محاولة لإعادة بناء قضايا الفكر العربي المعاصر، ومن بين هذه المسائل إشكالية الأصالة والمعاصرة في الفكر العربي المعاصر، والتطرف والموقف العقلاني في الفكر العربي الإسلامي، وقضايا فكرية أخرى في صميم المسألة الثقافية على نحو ميسر، وتلقي هذه البحوث الميسرة الضوء على ما يشغل بال القراء العرب من قضايا حيوية تعينهم على تحديد مواقفهم منها.
مسائل إشكالية عديدة تلك التي يناقشها الكتاب وتخص الثقافة في الوطن العربي، وتأتي عبر خمسة أقسام كبرى هي: مضمون الثقافة الإسلامية وما يرتبط بها من إشكالية الثقافة القومية العربية، ويتناول القسم الثاني إشكالية الأصالة والمعاصرة في الفكر العربي المعاصر، وما يتفرع منها من ازدواجيات، والقسم الثالث حول التطرف والموقف العقلاني في الفكر العربي الإسلامي، ويناقش من خلاله موضوعات عدة من بينها أسباب التطرف وطرق علاجه، وفي القسم الرابع يدور الحديث حول الاختراق الثقافي أبعاده ووسائله، وفي القسم الخامس والأخير من الكتاب يناقش الكاتب العديد من القضايا الفكرية التي تمثل أزمات راهنة في الثقافة العربية مثل: التراث والأصالة واللغة والدين والايديولوجيا والحداثة العربية وغيرها الكثير.
يعتبر الجابري، المسألة الثقافية "بمعناها الواسع" محركاً للتاريخ المعاصر ولها دور بارز، بل إنها تقدم نفسها في بعض الأقطار على أنها الفاعل الوحيد. والمهم ـ لدى الجابري ـ هو أن المسألة الثقافية التي طغت على المسألة الاجتماعية، هو كيف تعالج المسألة الثقافية في الوطن العربي، بدءاً من المعنى العربي لكلمة ثقافة وعلاقتها العقدية مع كلمة المثقف وما نقصده بالثقافة في جعل الإنسان مثقفاً بالمعنى الاصطلاحي المعاصر لكلمة مثقف. ويرى الجابري ضرورة ربط ما نعنيه بالمسألة الثقافية بأهم ما به تحدد هوية مجموعة بشرية، تشترك في وعي جماعي واحد، باعتبار الوظيفة التاريخية للثقافة العربية، في الوطن العربي، هي التوحيد المعنوي والروحي والعقلي، والارتفاع بالوطن العربي من مجرد جغرافية إلى وعاء للأمة العربية. وعند الجابري لا بد أن يمر التخطيط لثقافة المستقبل في الوطن العربي، من خلال التخطيط لثقافة الماضي "بمعنى إعادة تأسيسها" في وعينا بل إعادة بنائها كتراث لنا "نحتويه بدل أن يحتوينا". وفي مفهوم الثقافة القومية العربية يرى الجابري أن الثقافة العربية شهدت أول تخطيط شامل لها في عصر التدوين، حيث أسهمت في هذا العصر شعوب الوطن العربية كلها، بثقافتها وخياراتها وكفاءاتها في صنع الثقافة العربية التي أصبحت منذ ذلك الوقت الإطار المرجعي العام لكل ثقافة داخل الوطن العربي، وهو الإطار الذي ينصح الجابري بأن نتخذ منه ـ ليس فقط نقطة البداية لثقافة القومية ـ بل أيضاً إطارها المرجعي العام. وبالنسبة للجابري فإن إمكانيات العالم العربي وقدراته المادية والفكرية، مع الانفتاح والقابلية الهائلة للتطور يجعلان الثقافة العربية مستقبل هذه الثقافة قضية إرادة قبل كل شيء، "إرادة المثقفين أولاً" خاصة وأن العرب يقعون في زمرة المتخلفين عن الركب وفي مقدمة المستهدفين المعرضين للغزو الثقافي الذي تمارسه الدول الاستعمارية التقليدية عن طريق الإعلام بمعناه الواسع ـ وغزوه للعقل والخيال والعاطفة والسلوك، بهدف تعثر قيم وأذواق وعادات جديدة، تهدد الثقافات الوطنية.
كتاب "مسألة الثقافة" يتناول موضوع الثقافة في الوطن العربي، ويسعى إلى تحليلها وفهمها، وهو يتضمن مجموعة من المقالات التي تناقش مختلف جوانب الثقافة في المجتمعات العربية بداية من تعريفها ووصولاً إلى دراسة تأثيرها على الأفراد والمجتمع، والكتاب يعد من الكتب المهمة في دراسة الثقافة، حيث يحتوي على أفكار ومفاهيم جديدة ومبتكرة في هذا المجال، كما يعد الكتاب مرجعًا مهمًا للطلاب والباحثين في مجال دراسات الثقافة، حيث يساعدهم على فهم أساسيات هذا المجال وتطوراته.

## محتويات الكتاب
الكتاب عبارة عن خمسة أقسام، تسبقهم مقدمة تعريفية بسلسلة "قضايا الفكر العربي"، وهذا الكتاب هو الحلقة الاولى من هذه السلسلة، وبيان أقسام الكتاب يكمن في التالي:

### القسم الأول: في مضمون المسألة الثقافية في الوطن العربي
1. تحديات أولية.
2. الوظيفة التاريخية للثقافة العربية.
3. التخطيط لثقافة الماضي.
4. في مفهوم الثقافة القومية العربية.
5. التخطيط لثقافة المستقبل.

### القسم الثاني: إشكالية الاصالة والمعاصرة في الفكر العربي المعاصر
1. ازدواجية مفروضة أم مسألة اختيار.
2. السؤال النهضوي والانتظام في تراث.
3. الآخر ودوره المزدوج.
4. وضع اشكالي وتصنيفات اختزالية.
5. التراث والعصر في الفكر العربي والفكر الأوروبي.
6. المسألة مسألة إعادة بنينة الوعي.
7. التنمية هي العلم حين يصبح ثقافة.

### القسم الثالث: التطرف والموقف العقلاني في الفكر العربي الإسلامي
1. التطرف والتمويه الايديولوجي.
2. التطرف والموقف العقلاني "مقاربة".
3. وما الحرب إلا ما علمتم وذقتم.
4. الخلقية الإسلامية ضد التطرف.
5. التطرف وايديولوجيا التفكير.
6. التطرف بين التعالي بالسياسة وتسيس المتعالي.
7. الموقف العقلاني من ثقافة الغير.
8. ظاهرة التطرف .. الاسباب والعلاج.

### القسم الرابع: في الاختراق الثقافي
1. من التبعية إلى الاختراق.
2. الاختراق الثقافي بين الأمس واليوم.
3. الصراع الإيديولوجي والثقافة القومية.
4. الاختراق الثقافي: وسائله وفلسفته.
5. الاختراق الثقافي والاستتباع الحضاري.
6. عالمية الاقتصاد والحرب الباردة على الإسلام.
7. الاختراق..اختراق للهوية.
8. الاختراق الثقافي والحرب الأهلية العربية.
9. لا انغلاق ولا اغتراب.. بل التجديد من الداخل.
10. من أجل استراتيجيا ثقافية في مستوى العصر.
11. الكتلة التاريخية اليوم..ضرورة تاريخية.

### القسم الخامس: حوار حول قضايا فكرية
1. التراث، لماذا وكيف؟
2. ذاتية المفكر.
3. التراث والمعالجة السيكولوجية.
4. الاجتهاد في التفكير الديني.
5. نقد العقل الأوروبي.
6. التاريخ والفلسفة والاشتراكية.
7. حول الاستشراق.
8. الأصالة والمعاصرة.
9. اللغة العربية بين المعرفي والمقدس.
10. عقل عربي أم عقل إسلامي.
11. الدين والإيديولوجيا الدينية.
12. العقلانية النقدية.
13. هذه الإرادة.. وتلك.
14. المدينة كفضاء للفكر.
15. خصوصية الحداثة العربية.
16. الاستبداد التراثي.
17. سؤال الخصاص والحاجة.
18. حرب الخليج وحدود العقل.

## الاشكالية الثقافية في الكتاب
في كتابه "المسألة الثقافية في الوطن العربي"، يتناول محمد عابد الجابري موضوع الثقافة بوصفها البُعد الجوهري والأساسي في تحديد الهوية العربية، مقدمًا رؤية معمقة حول موقع الثقافة في حياة المجتمعات العربية الحديثة. يبدأ الجابري بتقصي الإشكالية الثقافية مقابل الإيديولوجيا السياسية، حيث يرى أن المسألة الثقافية قد تصدرت المشهد الفكري والسياسي، متفوقة على القضايا الاجتماعية والسياسية التقليدية التي كانت في السابق محور اهتمام المثقفين والناشطين. ويُبرز كيف أن أزمة الثقافة العربية لا تقتصر على مجرد التغيرات السياسية أو الاقتصادية، بل هي في جوهرها أزمة في الوعي، والهوية، وإعادة تعريف الذات، ما يجعل الصراع الحقيقي يدور حول الهوية الثقافية وقيمها المتجذرة أو المتغيرة.
في هذا السياق، يعرض الجابري مفهوم الأصالة والمعاصرة بوصفه معضلة مركزية في الفكر العربي المعاصر. ويرفض تمامًا القطيعة الحادة مع التراث، والتي اعتبرها بعض التيارات الفكرية طريقًا مسدودًا، داعيًا إلى نقد التراث بصورة واعية ومنهجية تفضي إلى حداثة عربية أصيلة. هذه الحداثة لا تقوم على التقليد الأعمى أو الانغلاق على النفس، بل على العقل النقدي والتمحيص الواعي، بحيث يمكن الاستفادة من الإرث الثقافي في بناء رؤية حديثة متجددة تتفاعل مع مستجدات العصر وتحدياته دون التبعية أو الرفض الجذري.
ويخصص الجابري قسمًا مهمًا من تحليله لقضية التطرف والدعوة إلى العقلانية. حيث يقارن بين أشكال الفكر المتطرف، سواء السياسي أو الديني، وبين العقلانية النقدية التي تعتمد على الحوار والبحث والتفكير النقدي. ويذهب إلى تفسير ظاهرة التطرف بوصفها نتاجًا مركبًا لأسباب اجتماعية وثقافية، منها ضعف التعليم السياسي، وتردي الظروف الاقتصادية، والجمود الفكري، والافتقار إلى ثقافة الحوار. كما يشير إلى أن مواجهة التطرف لا تقتصر على الجانب الأمني أو السياسي فقط، بل تستدعي معالجة الجذور الثقافية والفكرية التي تؤدي إلى استقطاب الجماهير وتغذية الأفكار المتطرفة.
في عصر العولمة، يوجه الجابري نقدًا لاذعًا لـ الاختراق الثقافي الغربي وتأثيراته على المجتمعات العربية، وخاصة عبر وسائل الإعلام والثقافة الاستهلاكية التي تفرض نمط حياة وقيمًا جديدة قد تهيمن على الثقافة المحلية وتهمشها. ويحذر من تسلط هذه الثقافة التي تركز على المظاهر الاستهلاكية والتسلية، والتي قد تؤدي إلى تفكك النسيج الثقافي والاجتماعي العربي. ولذلك، يدعو الجابري إلى تبني استراتيجية ثقافية مضادة تقوم على تعزيز التعليم الجيد، وتشجيع الإبداع المحلي، والحفاظ على الموروث الثقافي مع تحديثه، لتحقيق بناء حضاري متوازن يستطيع أن يندمج في العولمة دون أن يفقد هويته وخصوصيته.

## القيمة و المكانة
يُعتبر كتاب "المسألة الثقافية في الوطن العربي" لمحمد عابد الجابري من أبرز وأهم المداخل الفكرية التي ساهمت في تشكيل وبلورة الخطاب العربي المعاصر حول الثقافة والهوية. إذ أعاد الجابري طرح مفهوم الثقافة ليس فقط كجزء من المشهد الاجتماعي أو كعنصر ثانوي في العملية السياسية، بل بوصفها اللبنة الأساسية والأساس الذي تقوم عليه التحولات والتحديات التي تواجه المجتمعات العربية في العصر الحديث. وبهذا المعنى، وسّع الكتاب دائرة النقاش من نطاق الصراعات السياسية المباشرة إلى آفاق أرحب وأعمق ترتكز على مساحات الهوية والقيم والوعي الجمعي، مما جعله مرجعًا فكريًا مهمًا لكل من يسعى إلى فهم جذور الأزمات العربية المعاصرة.
وقد لعب الكتاب دورًا محوريًا في إعادة الاعتبار للثقافة العربية كموضوع مركزي في النقاشات الفكرية والأكاديمية، حيث قدم رؤية نقدية متوازنة تجمع بين الحفاظ على التراث والمرونة في التعامل مع متطلبات الحداثة، بعيدة عن التطرف الفكري أو الانغلاق على الذات. هذا الموقف جعله معيارًا معرفيًا ونقديًا يُعتمد عليه عبر الأجيال المختلفة للباحثين والطلاب والمثقفين العرب، إذ يُعد نصه أحد الركائز الأساسية التي تستند إليها دراسات النقد الثقافي والنظريات الفكرية في العالم العربي.
يأتي هذا التأثير في سياق صدور الكتاب ضمن سلسلة مرموقة بعنوان "قضايا الفكر العربي" الصادرة عن مركز دراسات الوحدة العربية في بيروت، والتي تهدف إلى تقديم أعمال علمية وفكرية عالية المستوى تتناول مختلف جوانب القضايا العربية المعاصرة. وضمن هذه السلسلة، حاز كتاب الجابري على مكانة بارزة بفضل منهجه النقدي العميق وجرأته في تناول موضوعات حساسة مثل التراث، والحداثة، والتطرف، والاختراق الثقافي، ما جعل منه نقطة انطلاق حيوية في مسيرة تطور الفكر العربي الحديث.
كما لم يقتصر تأثير الكتاب على الأوساط الأكاديمية فحسب، بل تجاوزه إلى الحقل الثقافي والسياسي، حيث اعتمد عليه العديد من المفكرين وصناع القرار في صياغة رؤى جديدة تجاه قضايا الهوية الوطنية والتحديث الثقافي، بالإضافة إلى مواجهة تحديات العولمة والتغيرات السريعة التي تشهدها المجتمعات العربية. بهذا الشكل، يمكن القول إن كتاب "المسألة الثقافية في الوطن العربي" لم يكن مجرد دراسة نظرية، بل مشروع فكري متكامل يسعى إلى إعادة بناء الوعي العربي الثقافي على أسس عقلانية وموضوعية.